# Centre national des œuvres universitaires et scolaires
Le Centre national des œuvres universitaires et scolaires est un établissement public à caractère administratif français.
Le centre national des œuvres universitaires et scolaires et les centres régionaux des œuvres universitaires et scolaires forment le réseau des œuvres universitaires, qui contribue à assurer aux étudiants une qualité d'accueil et de vie propice à la réussite de leur parcours de formation. Il assure une mission d'aide sociale et concourt à l'information et à l'éducation des étudiants en matière de santé. Il favorise leur mobilité.
Le CNOUS répartit entre les CROUS des subventions de l'État, à l'aide d'un système de contractualisation sur deux et bientôt[Quand ?] sur trois ans : des projets à grande échelle (réhabilitation d'un bâtiment de résidence universitaire par exemple) sont financés par une combinaison de subventions CNOUS, collectivités territoriales, fonds propres du CROUS ou par des prêts. Chaque année, en juin, cette contractualisation fait l'objet d'une discussion entre CROUS et CNOUS auxquelles participent notamment le vice-président étudiant de chaque CROUS.
Le CNOUS collabore avec les Studentenwerk, les organismes de service public à destination des étudiants en Allemagne.

## Historique

Logo du CNOUS jusqu'en septembre 2015.

## Rôle
Le centre national des œuvres universitaires et scolaires est l’établissement public administratif qui, dans le cadre de la mise en œuvre de la politique nationale de vie étudiante, conduit, anime et coordonne le réseau des œuvres universitaires en vue d’assurer la cohésion de celui-ci. Il assure la meilleure répartition des moyens matériels, budgétaires et humains en veillant à l'efficience de leur emploi. Il est placé sous la tutelle du ministre chargé de l'enseignement supérieur.
Le conseil d'administration vote le tarif de la restauration universitaire même si comme en 2003-2004 le ministère de l'économie et des finances peut passer outre un vote défavorable[réf. nécessaire]

## Présidence et direction
| Identité                        | Période         | Période         |
| Identité                        | Début           | Fin             |
| ------------------------------- | --------------- | --------------- |
| Patrick Gérard                  | 5 décembre 1996 | 11 février 1999 |
| Daniel Vitry (d)                | 11 février 1999 | 17 avril 2002   |
| Jean-Dominique Lafay            | 2 mai 2005      | 21 juin 2006    |
| Guillaume Houzel                | 14 avril 2014   | 27 janvier 2016 |
| Par intérim : Marie Message (d) | 29 janvier 2016 | 8 juin 2016     |
| Emmanuel Giannesini (d)         | 8 juin 2016     | 9 avril 2018    |
| Dominique Marchand (d)          | 28 mai 2018     | février 2024    |
| Bénédicte Durand (d)            | 15 février 2024 |                 |

En 2016, la nomination de Guillaume Houzel est annulée par le Conseil d'Etat.
La présidente actuelle est Bénédicte Durand, depuis le 15 février 2024.

## Le conseil d'administration
Le conseil d'administration du CNOUS comprend : 
- la présidente du CNOUS qui préside le conseil d'administration
- 8 représentants de l’État dont 4 fonctionnaires désignés par le ministre chargé de l'Enseignement supérieur et de la Recherche et 4 fonctionnaires désignés respectivement par les ministres chargés du Budget, du Logement, de la culture et des Affaires étrangères
- 8 représentants étudiants élus
- 3 représentants des personnels du CNOUS et des CROUS désignés par les syndicats les plus représentatifs
- 3 présidents d'universités ou directeurs d'établissements supérieurs publics ou privés
- 2 personnalités qualifiées choisies sur proposition des élus étudiants
- 2 parlementaires (1 député et 1 sénateur)
- 1 membre titulaire et un membre suppléant désignés par l'association des maires de France
- 1 membre titulaire et un membre suppléant désignés par l'association des régions de France.

### Élections étudiantes
Pour les associations ou syndicats étudiants, les élections pour le conseil d’administration du CNOUS sont très importantes puisqu’elles déterminent, avec celles du CNESER leur représentativité et leurs subventions.